# Сириндхорн (водохранилище)
Сириндхорн (тайск. สิรินธร) — водохранилище на реке Домной, расположенное на востоке провинции Убонратчатхани (Таиланд).

## География
Площадь водного зеркала — 292 км², длина макс. — 43 км, ширина — 7,5 км. Объём — 1,967 км³. Площадь водосборного бассейна — 2100 км².
Водохранилище было заполнено в 1968 году с завершением строительства одноименной дамбы. ГЭС Сириндхорн начала работу в 1971 году, вырабатывающая 90 ГВатт/год.
Водохранилище является местом рекреации.